# كرسول مائي
كرسول مائي (الاسم العلمي:Crassula aquatica) هو نوع من النباتات يتبع جنس الكرسول من الفصيلة الكرسولية.